# 范树奎
范树奎（？—），男，汉族，中华人民共和国政治人物。现任中联资产评估集团有限公司董事长。第十三、十四届全国政协委员。